# Thomas Wieske
Thomas Wieske (* 24. Februar 1958 in Dessau) ist ein deutscher Rechtswissenschaftler und Professor für Logistikrecht und Riskmanagement.

## Biografie
Wieske studierte von 1978 bis 1984 Rechtswissenschaften und Politik an den Universitäten Hamburg und  Freiburg.
Das erste juristische Staatsexamen legte er 1984 in Freiburg, und nach dem Referendariat am Hanseatischen Oberlandesgericht in Hamburg das zweite juristische Staatsexamen 1988 ab. 1996 wurde er an der Universität Hamburg promoviert.
Seit 1999 ist er Professor an der Hochschule Bremerhaven und Direktor des Instituts für Logistikrecht und Riskmanagement mit Schwerpunkt im Transport- und Logistikrecht. 2005 bis 2006 entwickelte und veröffentlichte unter seiner Leitung der Arbeitskreis Logistikrecht die Logistik-AGB, die heute von vielen Spediteuren und Logistikunternehmen verwandt werden.
Wieske äußerte sich skeptisch zur Vereinbarkeit der nach Aufkündigung der Allgemeine Deutsche Spediteurbedingungen durch die Verladerverbände empfohlenen sog. „Deutschen Transport- und Lagerbedingungen (DTLB)“ mit § 307 BGB. Er begrüßte daher die wieder von allen beteiligten Verbänden empfohlene Neufassung der ADSp 2017.

## Werke (Auswahl)
- Bedarf der erste Bürgermeister der Freien und Hansestadt Hamburg einer in der Verfassung verankerten Richtlinienkompetenz? Duncker & Humblot, Berlin 1996, ISBN 3-428-08654-6.
- Transportrecht schnell erfasst. 1. Auflage, Springer, Heidelberg 2002, ISBN 3-540-41310-3.
- Logistik AGB. Kurzkommentar. Fischer, Düsseldorf 2006, ISBN 3-574-26064-4.
- Transportrecht schnell erfasst. 2. Auflage, Springer, Heidelberg 2008, ISBN 978-3-540-73785-8.
- Transportrecht schnell erfasst. 3. Auflage, Springer, Heidelberg 2012, ISBN 978-3-642-29726-7
- (Hg.) Transport- und Logistikrecht. Textsammlung. 3. Auflage, Europa-Lehrmittel, Haan 2021, ISBN 978-3-7585-7269-2.
- Transportrecht schnell erfasst. 4. Auflage, Springer, Heidelberg 2019, ISBN 978-3-662-58487-3.